# Lauret, Hérault
Lauret är en kommun i departementet Hérault i regionen Occitanien i södra Frankrike. Kommunen ligger i kantonen Claret som tillhör arrondissementet Montpellier. År 2022 hade Lauret 621 invånare.

## Befolkningsutveckling
Antalet invånare i kommunen Lauret
Referens:INSEE